# Acanthodasys arcassonensis
Acanthodasys arcassonensis är en djurart som tillhör fylumet bukhårsdjur, och som beskrevs av Kisielewski 1987. Acanthodasys arcassonensis ingår i släktet Acanthodasys och familjen Thaumastodermatidae. Inga underarter finns listade i Catalogue of Life.